# Lamentação de Cristo (Correggio)
A Lamentação de Cristo (também conhecida como Deposição) é uma pintura a óleo sobre tela do artista renascentista italiano Correggio, datada de cerca de 1524 e alojada na Galeria Nacional Galleria de Parma, Itália.